# Idaea tenuirussata
Idaea tenuirussata là một loài bướm đêm trong họ Geometridae.